# Большая Гоголёвка
Большая Гоголёвка — деревня в Тямшанской волости Псковского района Псковской области России. С центром города связан автобусным маршрутом № 8А.
Расположена на южной границе города Пскова вблизи побережья реки Великая. Севернее расположена деревня Малая Гоголевка.

## Население
| 2001 | 2002 | 2010 | 2016 |
| ---- | ---- | ---- | ---- |
| 59   | ↘46  | ↗95  | ↗110 |

Численность населения деревни по оценке на конец 2000 года составляет 59 жителей.

## История
До 2005 года деревня входила в состав Завеличенской волости.

## Галерея
- Начало д. Большая Гоголёвка со стороны города Псков
- Начало д. Большая Гоголёвка со стороны Псковского района